# Coryphantha wohlschlageri
Coryphantha wohlschlageri, conocida comúnmente como biznaga partida con cuello, es una especie de planta suculenta perteneciente al género Coryphantha, dentro de la familia Cactaceae. Es endémica del noreste de México (concretamente de los estados mexicanos de Tamaulipas y San Luis Potosí). 

## Descripción
Coryphantha wohlschlageri es una especie de cactus que aunque generalmente crece de forma solitaria, a veces se ramifica dicotómicamente. Los tallos van de esféricos a ovoides o cilíndricos y aunque inicialmente tienen la epidermis de color verde oscuro, con la edad se vuelven de color verde oliva. Miden de 3 a 5 cm de alto y sus diámetros son del mismo tamaño. Tienen raíces tuberosas que se unen al tallo a través de un estrechamiento (cuello).
Los tallos están cubiertos de tubérculos en forma de huevo o cónica corta. Están surcados y miden hasta 1,3 cm de largo. Sus axilas son calvas y contienen glándulas de néctar de color rojo.
En la punta de los tubérculos se asientan areolas redondas que normalmente tienen 1 única espina central, aunque puede haber hasta 4 en las areolas más viejas. Es recta, saliente, de color marrón con la punta más oscura y mide de 0,8 a 1,5 cm de largo. También tiene de 7 a 10 espinas radiales de color blanquecino a marrón con la punta más oscura. Son delgadas y miden de 0,6 a 0,8 cm de largo.
Las flores son apicales y de color amarillo intenso. Miden hasta 4 cm de largo y alcanzan un diámetro de 5 a 6 cm. Los frutos son cilíndricos, de color verde oliva con la parte de abajo blanquecina y de hasta 1,9 cm de largo. Las semillas son reniformes y de color pardo. Tienen la testa reticulada y brillosa.

## Distribución y hábitat
El área de distribución nativa de esta especie es México (concretamente de los estados mexicanos de Tamaulipas y San Luis Potosí) y crece principalmente en biomas desérticos o de matorral seco.
Habita en laderas y llanuras de grava (generalmente calizas), a altitudes de unos 1100 metros sobre el nivel del mar.

## Taxonomía
Coryphantha werdermannii fue descrita por el botánico Ernst Holzeis y publicada por primera vez en la revista científica Kakteen und andere Sukkulenten 41: 52 en el año 1990.
Etimología
- Coryphantha: nombre genérico que deriva del griego coryphe (que significa 'cima' o 'cabeza'), y anthos (que significa 'flor'), haciendo referencia a que las flores aparecen en el ápice de los tallos.
- werdermannii: epíteto específico otorgado en honor al coleccionista de cactus austriaco Michael Wohlschlager.[5][6]

## Estado de conservación
En la Lista Roja de Especies Amenazadas de la UICN, la especie está clasificada como de “Preocupación Menor (LC)” y no se conocen amenazas importantes para la conservación de esta especie.

## Usos
Se cultiva principalmente como planta ornamental y su propagación se realiza a través de semillas.